# Территория Исламского государства
Территория Исламского государства (ИГ) имела своё ядро в Ираке и Сирии с 2013 по 2017 и 2019 годы соответственно, где непризнанное государство контролировало значительные участки городских, сельских и пустынных территорий. По состоянию на 2023 год группа контролирует разрозненные участки земли в этом районе, а также территории или повстанческие ячейки в других районах, особенно в Афганистане, Западной Африке, Сахаре, Сомали, Мозамбике и Демократической Республике Конго.
В начале 2017 года ИГ контролировало примерно 45 377 квадратных километров территории в Ираке и Сирии и 7 323 квадратных километра территории в других местах, в общей сложности 52 700 квадратных километров. Это представляет собой существенное снижение по сравнению с территориальным пиком группы в конце 2014 года, когда она контролировала от 100 000 до 110 000 квадратных километров территории в целом. С 2014 года территория ИГ существенно сократилась почти во всех странах в результате непопулярности группировки и предпринятых против неё военных действий. К концу Марта 2019 года территория ИГ в Сирии сократилась до осаждённого анклава Сирийской пустыни площадью 4000 км². Пропаганда ИГ утверждала, что максимальная площадь территории составляла 282 485 км².
Большая часть территории, населения, доходов и престижа Халифата происходила из территории, которую он когда-то занимал в Ираке и Сирии. В Афганистане ИГ в основном контролирует территорию вблизи пакистанской границы и с весны 2015 года потеряло 87 % своей территории. В Ливане ИГ также контролировало некоторые районы на своей границе в разгар Сирийской войны. В Ливии группа действует в основном как движущиеся повстанческие силы, занимая места, прежде чем снова их покинуть. В Египте группа контролирует 910 км² земли вокруг деревни Шейх-Зувейд, что составляет менее 1 % территории Египта. В Нигерии организация «Боко харам» (в то время филиал ИГ) контролировала 6 041 км² территории на пике в 2014 году, хотя большая часть этой территории была потеряна из-за военных неудач и раскола внутри «Боко харам» между сторонниками и противниками ИГ. Однако к концу 2019 года африканские силы ИГ снова захватили большие территории в Нигерии; По состоянию на 2022 год большая часть территории ИГ ограничивается северо-востоком Нигерии и северным Мозамбиком.

## Фон
В пятом выпуске журнала «Дабик» объяснялся процесс создания группой новых провинций. Джихадистские группы в данном районе должны объединиться в единый орган и публично заявить о своей верности халифу. Группа должна назначить вали (губернатора), Шуру (высший совет) и сформулировать военную стратегию по консолидации территориального контроля и реализации закона шариата в версии ИГ. После официального принятия ИГ считает группу одной из своих провинций и оказывает ей поддержку. «Дабик» признал поддержку в регионах, включая Восточный Туркестан, Индонезию и Филиппины, и заявил, что ИГ в конечном итоге установит вилаяты в этих районах после установления там прямых отношений со своими сторонниками.

## Обзор
Официальный представитель ИГ Абу Мухаммад аль-Аднани сказал, что «законность всех эмиратов, групп, государств и организаций становится недействительной в результате расширения власти Халифата и прибытия его войск в их районы». The Long War Journal пишет, что логическое следствие состоит в том, что группа будет считать ранее существовавшие боевые группировки, такие как «Аль-Каида на Аравийском полуострове» (АКАП) и «Аль-Каида в странах исламского Магриба» (АКИМ), незаконными, если они не аннулируют себя и не подчинятся авторитету ИГ.
В то время как отделения в Ливии и Египте были очень активны и пытались осуществлять территориальный контроль, отделения в других странах, таких как Алжир и Саудовская Аравия, были менее активны и, похоже, не имели сильного присутствия.
С 2022 года ИГ не объявляло больше провинций. И это несмотря на то, что группа получила публичные клятвы верности от боевиков в таких странах, как Сомали, Бангладеш и Филиппины, а затем опубликовала заявления и видео из этих регионов через свои официальные каналы СМИ. Аналитик Чарли Винтер предполагает, что это связано с низкими показателями многих существующих провинций ИГ, и что руководство ИГ, похоже, идентифицирует новые филиалы просто как «солдат Халифата».

## Конкретные территориальные претензии
Исламское государство в первую очередь претендовало на территорию в Ираке и Сирии, разделив каждую страну на несколько вилаятов (провинций), в основном на основе ранее существовавших административных границ. Первые территориальные претензии группы за пределами Ирака и Сирии были объявлены её лидером Абу Бакром аль-Багдади 13 ноября 2014 года, когда он объявил о новых вилаятах в Ливии (Вилаят Барка, Вилаят Тарабулус и Вилаят Феццан), Алжир, Синай, Египет, Йемен и Саудовская Аравия (Вилаят Аль-Харамайн). В 2015 году были также объявлены новые провинции на границе Афганистана и Пакистана (Вилаят Хорасан), Северной Нигерии (Вилаят Западная Африка), Северном Кавказе (Вилаят Кавказ) и Сахеле.

## Участие в вооружённых конфликтах

### Ливан
Конфликт в Ливане был связан с гражданской войной в Сирии, возник между поддерживающими сирийское правительство Асада и его противниками в результате волнений, которые явились частью Арабской весны. Позднее в противостояние вступили исламистские группировки, в том числе ИГ. Конфликт в целом завершился в 2017 году.

### Центральная Азия
В Афганистане боевики ИГ появились после того, как в провинции Фарах бывшими талибами был создан первый тренировочный лагерь ИГ и началась вербовка боевиков. Вскоре группы боевиков ИГ появились во многих восточных регионах страны. ИГ имеет широкое присутствие в таких провинциях Афганистана, как Кундуз, Нанграхар, Забуль, Газни, Кунар и Нуристан. Кроме того, отдельные группы были обнаружены в Гильменде, Самарканде, Фарахе, Логаре и в Сари-Пуле. Процесс активного вливания боевиков «Талибана» в ряды ИГ начался в январе 2015 года. Согласно данным местных властей, флаг ИГ был поднят боевиками в районе Кохистан провинции Сари-Пуль, а также в провинциях Логар и Джаузджан (в общей сложности до 600 боевиков), в провинциях Кундуз (около 70 боевиков), Газни (850 боевиков) и Пактика. 5 марта 2015 года представители афганской армии сообщили о боевых действиях между талибами и сторонниками ИГ в районе Аргандаб провинции Забуль.
10 января 2015 года в интернете появилось видео на арабском с субтитрами на пушту, где представитель группировки «Техрик-е Талибан Пакистан» Абу Умар Макбуль (известный как Шахидуллах Шахид) объявил, что несколько подразделений талибов объединяются под руководством Хафиза Саида Хана из Оракзая и присягают Абу Бакру Аль-Багдади, лидеру ИГ, а также демонстрируется отрубание головы пакистанскому военному. Кроме того, о своей верности ИГ заявили глава округа Хибер Фатих Гуль Заман, глава округа Оракзаи Саид Хан, глава округа Куррама Давлат Хан, глава Пешавара муфтий Мохамад Хасан и глава округа Хангу Халид Мансур. В то же время лидер талибов Пакистана мулла Фазлулла не смог присягнуть на верность ИГ, поскольку вынужден скрываться из-за продолжающихся на севере Вазиристана военных действий, направленных на уничтожение данной группировки. В свою очередь руководство пакистанского отделения «Талибана» объявило об отстранении Макбуля от занимаемой должности официального представителя за поддержку ИГ. В июле 2015 года на востоке Афганистана Макбуль и несколько его последователей были убиты ударом с воздуха.
6 октября 2014 года, согласно заявлениям представителей правоохранительных органов Узбекистана, лидер «Исламского движения Узбекистана» Усман Гази заявил о присоединении своей организации к Исламскому государству. В марте 2015 года в интернете появилось видео, на котором группировка приносит присягу Исламскому государству.
В марте 2014 года узбекский отряд «Сабрис Джаамат», принимавший участие боях в Алеппо и Хомсе, присягнул на верность ИГ и его представителю в Сирии Абу Умару аш-Шишани. А 29 октября того же года о своей верности ИГ объявил группа боевиков из узбекской организации «Катибат аль-Имам Бухари», принимавшей участие в нападении на сирийские правительственные силы в Хандарате к северу от города Алеппо.

### Южная Азия
«Абу Сайяф» является самым могущественным филиалом ИГ на Филиппинах; ещё одна группа, связанная с ИГ, — это «Мауте». Обе группы работали вместе с другими филиалами ИГ, чтобы захватить часть города Марави 23 мая 2017 года, начав битву за Марави.
16 октября эмир Юго-Восточной Азии ИГ Иснилон Хапилон вместе с оставшимся лидером группировки Мауте Омаром Мауте были убиты вооруженными силами Филиппин. Ранее соруководитель группы Мауте и брат Омара Абдулла Мауте, а также их пять братьев и сестёр были нейтрализованы продолжающимися контрнаступлениями. Через два дня после гибели лидеров Вооружённые силы Филиппин заявили, что малайзийский террорист и старший командир Махмуд Ахмад также предположительно убит в ходе другой операции.
23 октября правительство объявило битву за Марави оконченной, после чего почти все участвовавшие в ней боевики были убиты, что фактически заблокировало азиатскую экспансию ИГ. Правительство уничтожило группу Мауте после битвы.
В декабре 2017 года остатки группы Мауте начали вербовать новых членов для формирования новой группы под названием «Группа Турайфи», лидер которой Абу Турайфи объявил себя преемником бывшего лидера Абу Сайяфа Иснилона Хапилона.
По состоянию на 2022 год остались только очаги в Индонезии и на Филиппинах, а количество крупных атак уменьшилось в результате успешных усилий правительств обоих государств по борьбе с терроризмом.

### Ливия
ИГ делит Ливию на три исторические провинции, претендуя на власть над Киренаикой на востоке, Феццаном на юге пустыни и Триполитанией на западе, вокруг столицы.
5 октября 2014 года боевики, которые к тому времени контролировали часть города Дерна, собрались, чтобы присягнуть Абу Бакру аль-Багдади. В феврале 2015 года силы ИГ захватили часть ливийского города Сирт. В последующие месяцы они использовали его как базу для захвата соседних городов, включая Хараву и Нофалию. ИГ начало управлять Сиртом и рассматривать его как столицу своей территории.
ИГ потерпело неудачу с середины 2015 года, когда оно было изгнано из большей части Дерны после столкновений с соперничающими боевиками. После нескольких месяцев периодических боёв ИГ в конечном итоге было передислоцировано в другие части Ливии. Его лидер Абу Набиль аль-Анбари был убит в результате авиаудара США в ноябре 2015 года. Временное правительство Ливии начало крупное наступление на территорию ИГ вокруг Сирта в мае 2016 года, захватив город к декабрю 2016 года.

### Египет
В ноябре 2014 года организация «Ансар Бейт аль-Макдис» присоединилась к Исламскому государству и стала называться «Вилаят Синай» и вести террористическую деятельность от имени ИГ на северо-востоке Синайского полуострова.

### Нигерия
Религиозные столкновения в Нигерии происходят между мусульманами и христианами с 1950-х годов. Организация «Боко харам» известна с 2002 года и воюет на стороне исламистов. 7 марта 2015 года в Интернете появилась аудиозапись, на которой лидер группировки Абубакар Шекау клянётся ИГ в верности. 13 марта Исламское государство приняло клятву верности и объявило о распространении «халифата» на территорию Западной Африки, сформировав вилаят Западная Африка.

### Северный Кавказ
В аудиообращении, опубликованном в июне 2015 года в Интернете, официальный представитель ИГ Абу Мухаммад аль-Аднани принял присягу на верность и назначил Абу Мухаммада аль-Кадари (Рустам Асельдеров) валием вилаята Кавказ. Он призвал других боевиков в регионе присоединиться к аль-Кадари и последовать за ним. С тех пор группа время от времени совершала атаки на низком уровне. Российские спецслужбы убили Рустама Асельдерова в декабре 2016 года.

### Мозамбик
Группировка «Ансар ас-Сунна» с 2017 года ведёт вооружённую борьбу в мозамбикской провинции Кабу-Делгаду. ИГ берёт на себя ответственность за действия этих боевиков.